# Cascade-Fairwood (Washington)
Cascade-Fairwood es un lugar designado por el censo ubicado en el condado de King en el estado estadounidense de Washington. En el año 2000 tenía una población de 34.580 habitantes y una densidad poblacional de 1.505,2 personas por km².

## Geografía
Cascade-Fairwood se encuentra ubicado en las coordenadas 47°26′56″N 122°10′10″O / 47.44889, -122.16944.

## Demografía
Según la Oficina del Censo en 2000 los ingresos medios por hogar en la localidad eran de $57.996, y los ingresos medios por familia eran $66.811. Los hombres tenían unos ingresos medios de $47.094 frente a los $33.886 para las mujeres. La renta per cápita para la localidad era de $25.752. Alrededor del 5,9% de la población estaban por debajo del umbral de pobreza.